# Makushita
Makushita (幕下) est la troisième plus haute division dans le classement du sumo professionnel. Elle est située sous la division jūryō et au-dessus de la division sandanme. Avant la création de la division jūryō, la division makushita était la première suivant la makuuchi (première division), d'où le nom, signifiant littéralement « sous » (« shita ») le « rideau » (« maku »).

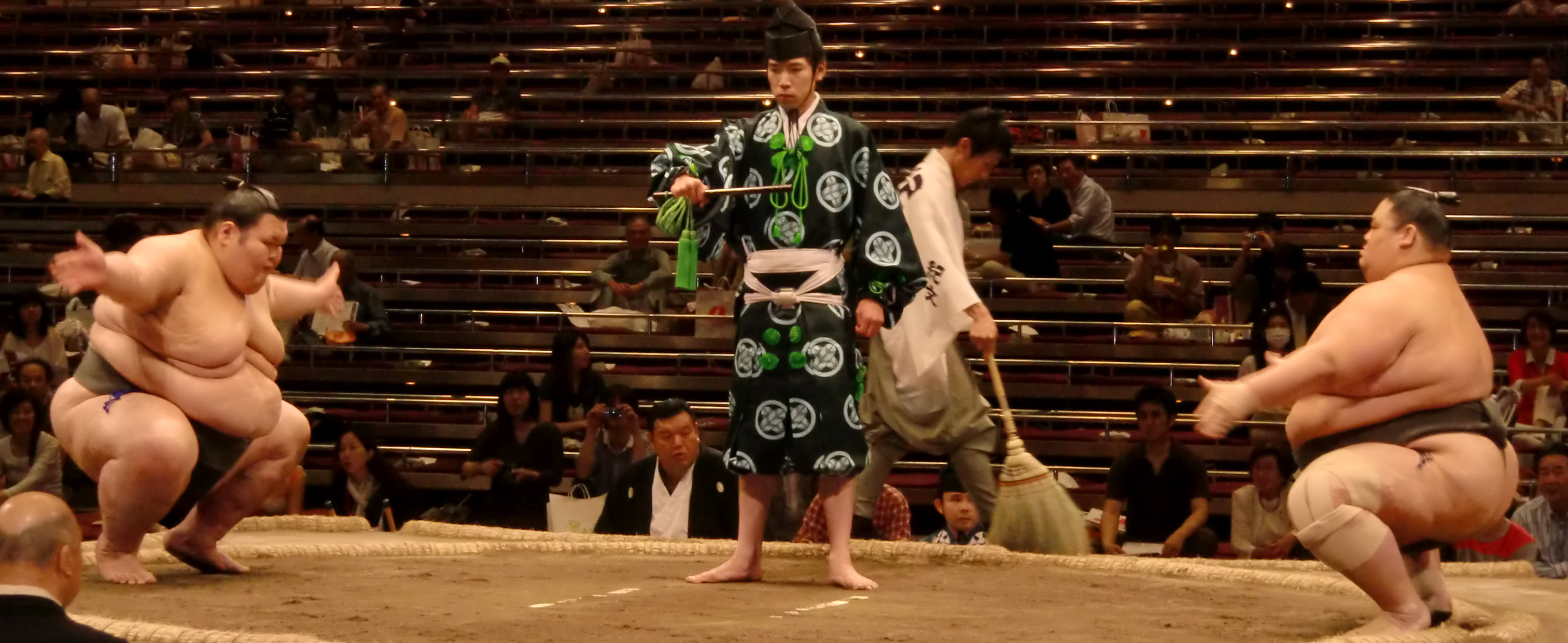
Tournoi de sumo (division Makushita) en 2009.

Le terme makushita peut également être employé pour désigner chacune des 4 divisions dans lesquelles les lutteurs sont considérés comme étant en formation. Dans ce cadre, un lutteur de makushita sera un lutteur de jonokuchi, jonidan, sandanme et naturellement de la division makushita elle-même.

## Conditions
Il y a actuellement 120 lutteurs en division makushita (60 classés de côté est et 60 du côté ouest du banzuke). Il est généralement considéré qu'arriver en makushita est la première étape en vue de devenir sekitori. En outre, la division makushita peut-être considérée comme la plus disputée avec de jeunes lutteurs de sumo montant dans le classement petit à petit qui rencontrent des anciens sekitori ayant perdu leur rang et faisant tout pour le récupérer.
Il y a des différences de traitement entre un lutteur du haut de makushita et de bas de jūryō qui font que certains les comparent respectivement à l'enfer et au paradis : le lutteur de makushita est considéré comme un apprenti dans l'écurie de sumo, et lui sont confiées les corvées et basses besognes tandis que le lutteur de jūryō sera servi par les lutteurs de makushita. Enfin, là où le lutteur de jūryō reçoit un salaire mensuel confortable, celui de makushita ne reçoit qu'un faible pécule.

## Promotion et rétrogradation
Contrairement aux sekitori, ils combattent sept fois par tournoi. S'ils en gagnent plus de la moitié, c’est-à-dire au moins 4, ils monteront dans le banzuke suivant ; s'ils en gagnent 3 ou moins, ils descendront dans le classement. De manière générale, gagner la totalité des sept combats disputés en étant classé parmi les trente premiers de la division offre une promotion directe en jūryō. Pour tout autre lutteur, un 7-0 permet d'être classé parmi les trente premiers de la division sur le banzuke suivant ; donc deux 7-0 consécutifs sont nécessaires pour être promu jūryō.
Les lutteurs classés dans les tout premiers rangs de la division et combattant pour une place en jūryō peuvent avoir à faire un combat contre un lutteur jūryō, dans ce cas soit cela fait partie des sept combats qu'un lutteur doit faire, soit plus exceptionnellement, en cas de blessure d'un sekitori par exemple, en tant que huitième match. Ce combat est généralement fait par un lutteur d'ores et déjà makekoshi lors de ses sept matchs habituels. Il est ignoré s'il perd et comptabilisé s'il gagne, lui offrant ainsi un véritable bonus et ainsi une chute moindre dans le banzuke suivant.